# Samut Prakan (tỉnh)
Samut Prakan (tiếng Thái: สมุทรปราการ, đọc là Xa-mút Bơ-la-can) là một tỉnh miền Trung của Thái Lan. Tỉnh này giáp Bangkok ở phía Tây và phía Bắc, giáp Chachoengsao về phía Đông.
Sân bay Quốc tế Suvarnabhumi tọa lạc tại huyện Bang Phli của tỉnh Samut Prakan.

## Lịch sử
Tỉnh này được thành lập vào thời kỳ Ayutthaya, với trung tâm hành chính tại Prapadaeng. Đây là một hải cảng của Xiêm La và được bảo vệ bằng các pháo đài, thành. Vua Rama II bắt đầu cho xây trung tâm mới ở Samut Prakan năm 1819, sau khi vua tiền nhiệm là vua Taksin đã giải tán công sự. Sáu pháo đài đã được xây đồng thời trên hai bên sông Chao Phraya, trên cù lao sông ngôi chùa Phra Samut Chedi được xây. Ngày nay chỉ còn lại 2 pháo đài tồn tại là Phi Sua Samut và Phra Chulachomklao.

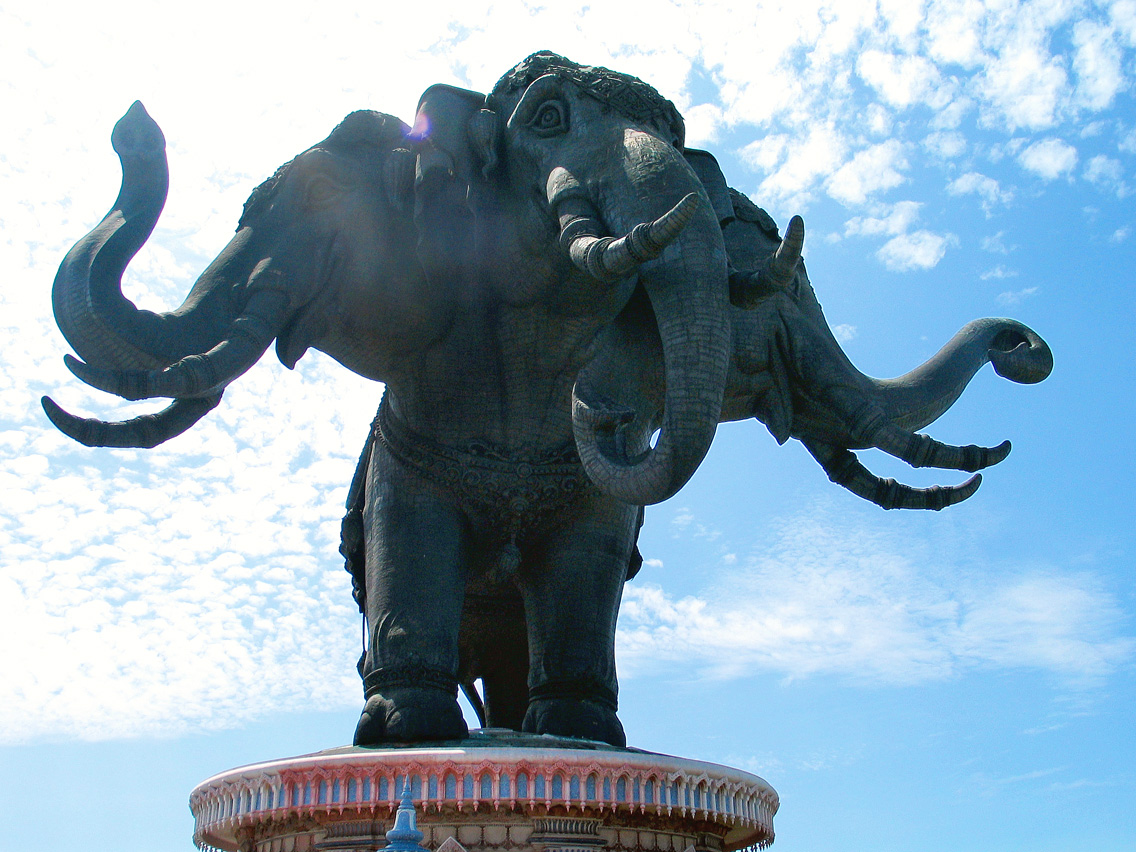
Tượng voi 3 đầu lớn của thần voi Erawan ở Samut Prakan.

## Địa lý
Samut Prakan tọa lạc tại cửa sông Chao Phraya chảy vào vịnh Thái Lan. Tên tỉnh này còn được gọi là Pak Nam (ปากน้ำ), trong tiếng Thái có nghĩa là cửa sông. Phía Tây bờ sông là nơi trồng lúa, nuôi tôm và rừng đước. Phía Đông là trung tâm đô thị và các nhà máy công nghiệp. Đây là một phần của vùng đô thị Bangkok. Tỉnh này có 47,2 km bờ biển.

## Biểu tượng
|  | Con dấu của tỉnh này là chùa Phra Samut Chedi, nơi thờ Phật quan trọng nhất của tỉnh. Cây biểu tượng là Thespesia populnea . |

## Phân chia đơn vị hành chính địa phương
Tỉnh có 6 huyện (amphoe). Các huyện được chia ra 50 xã (tambon) và 405 thôn (muban). Có một thành phố (thesaban nakhon), hai thị xã (thesaban mueang) và 13 thị trấn (thesaban tambon). 
| Amphoe                                         |                                      |                   |
| ---------------------------------------------- | ------------------------------------ | ----------------- |
| 1. Mueang Samut Prakan 2. Bang Bo 3. Bang Phli | 1. Phra Pradaeng 2. Phra Samut Chedi | 1. Bang Sao Thong |